# Đại học Y Białystok
Đại học Y Białystok (UMB; Ba Lan: Uniwersytet Medyczny w Białymstoku) là một trường đại học y được thành lập năm 1950 trong một tòa nhà lịch sử từ thế kỷ 18, Branicki Palace- là tòa nhà quan trọng nhất trong lịch sử của thành phố Białystok.
Trường đại học có Khoa Y với Khoa Nha khoa và chương trình thạc sĩ sáu năm được giảng dạy bằng tiếng Anh (Khoa Tiếng Anh), Khoa Dược với Phòng Phân tích Y tế, Khoa Điều dưỡng và Bảo vệ Sức khỏe với các khoa trong Vật lý trị liệu, Cứu hộ Y tế, Sản khoa, Y tế công cộng và Điều dưỡng.

## Vị trí
Đại học Y Białystok tọa lạc tại Białystok, thủ đô của Podlaskie Voivodeship ở phía đông bắc Ba Lan.

## Lịch sử

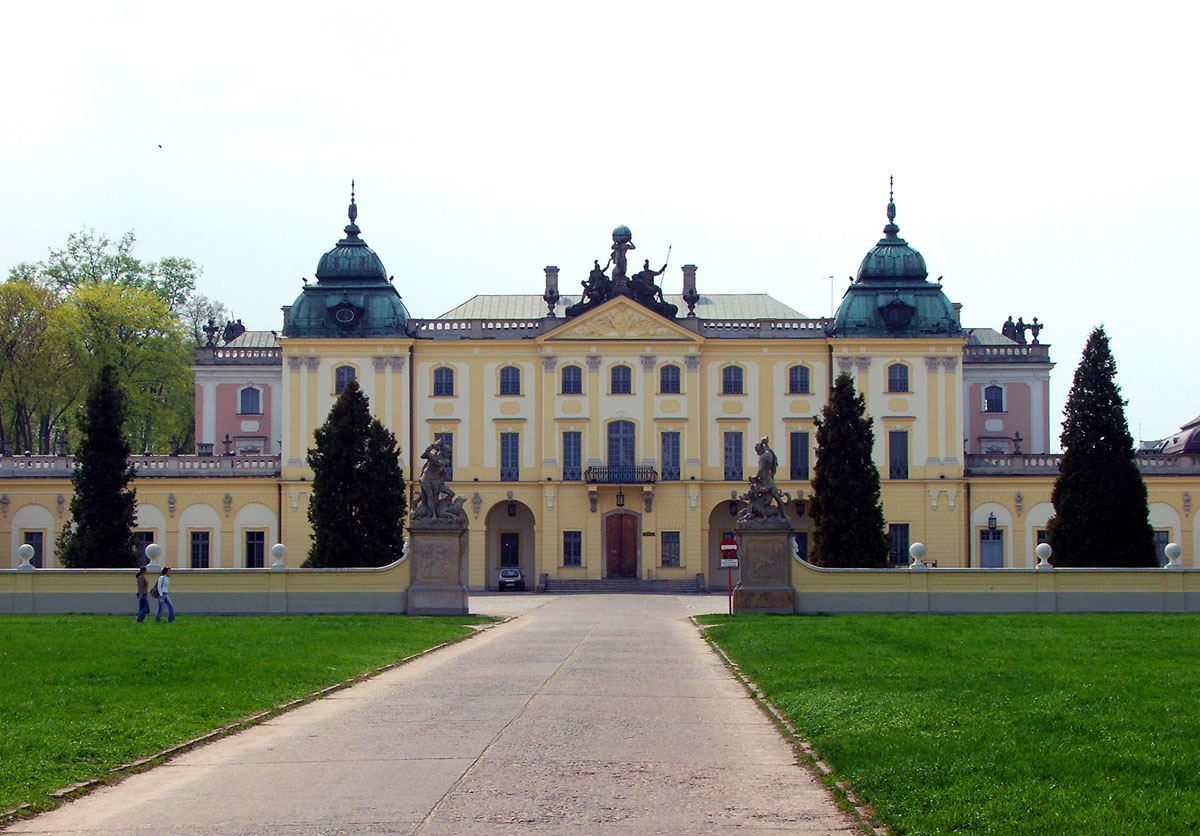
Đại học Y Białystok (Cung điện Branicki)

Đại học Y Białystok được thành lập theo các điều khoản của Pháp lệnh của Hội đồng Bộ trưởng ngày 3 tháng 2 năm 1950. Các hoạt động ban đầu để thành lập trường đại học được triển khai vào đầu năm 1949. Cha đẻ của trường đại học là Tiến sĩ Jerzy Sztachelski và Giáo sư Tadeusz Kielanowski là chủ tịch đầu tiên.

## Cán bộ và sinh viên

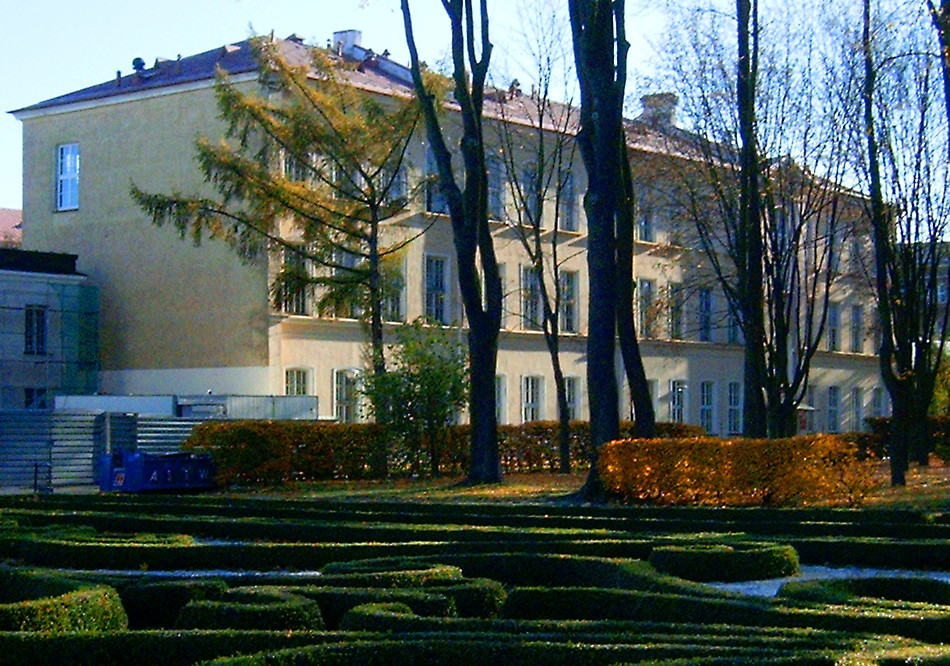
Hình ảnh trường

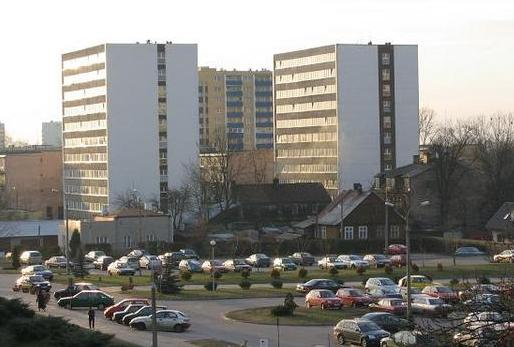
Ký túc xá sinh viên số 2

### Số lượng
Tổng số sinh viên của trường là 5.500. Chương trình Nghiên cứu y khoa tại trường đại học mất sáu năm để hoàn thành, Nha khoa và Dược phẩm mất năm năm để hoàn thành.
Trường gồm 115 giáo sư, 153 bác sĩ tiến sĩ hướng dẫn, và khoảng 800 giáo viên.
Nhiều sinh viên tốt nghiệp từ trường đại học này giữ vị trí giám đốc điều hành trong các trường đại học y tế và trung tâm y tế khác ở Ba Lan và nước ngoài. Hơn 13.000 sinh viên tốt nghiệp đã lấy được bằng từ Đại học Y ở Białystok.

### Khoa
- Hiệu trưởng: Giáo sư Adam Jacek Krętowski
- Phó Hiệu trưởng về các vấn đề sinh viên: Giáo sư Adrian Chabowski
- Phó Hiệu trưởng về các vấn đề khoa học: Giáo sư Marcin Moniuszko
- Phó Hiệu trưởng về các vấn đề lâm sàng: Giáo sư Janusz Bogdan Dzięcioł [2]
- Trưởng khoa Y với khoa Nha khoa và khoa tiếng Anh: PGS. Giáo sư Tomasz Hryszko [3]
- Giáo sư Tiến sĩ Jakub Chlebowski là Nguyên hiệu trưởng và Phó hiệu trưởng

## Bệnh viện giảng dạy
Đại học Y của Bệnh viện Białystok (tiếng Ba Lan: Uniwersytecki Szpital Kliniczny w Białymstoku) là một trung tâm giảng dạy và nghiên cứu cho các khoa khác nhau của UMB. Ngoài ra, nó cung cấp một loạt các dịch vụ y tế, từ các thủ tục đơn giản đến phức tạp, tất cả đều được Bộ Y tế và Chăm sóc Xã hội tài trợ. Khoảng 55.000 bệnh nhân nhập viện tại Bệnh viện lâm sàng UMB hàng năm và khoảng 203.000 bệnh nhân được tư vấn.